# Kāshanbeh-ye Lak
Kāshanbeh-ye Lak (persiska: کاشنبه لک) är en ort i Iran.   Den ligger i provinsen Kermanshah, i den västra delen av landet, 500 km väster om huvudstaden Teheran. Kāshanbeh-ye Lak ligger 1 494 meter över havet och antalet invånare är 160.
Terrängen runt Kāshanbeh-ye Lak är kuperad åt sydväst, men åt nordost är den platt.Runt Kāshanbeh-ye Lak är det ganska tätbefolkat, med 62 invånare per kvadratkilometer. Närmaste större samhälle är Chaqā Narges, 8,8 km nordost om Kāshanbeh-ye Lak. Omgivningarna runt Kāshanbeh-ye Lak är i huvudsak ett öppet busklandskap.